# قلعه کاتسورن
قلعه کاتسورن (به ژاپنی: 勝連城, Katsuren jō) یک گوسوکو در اوروما، اوکیناوا در ژاپن است.